# Podul Modoș (Timișoara)

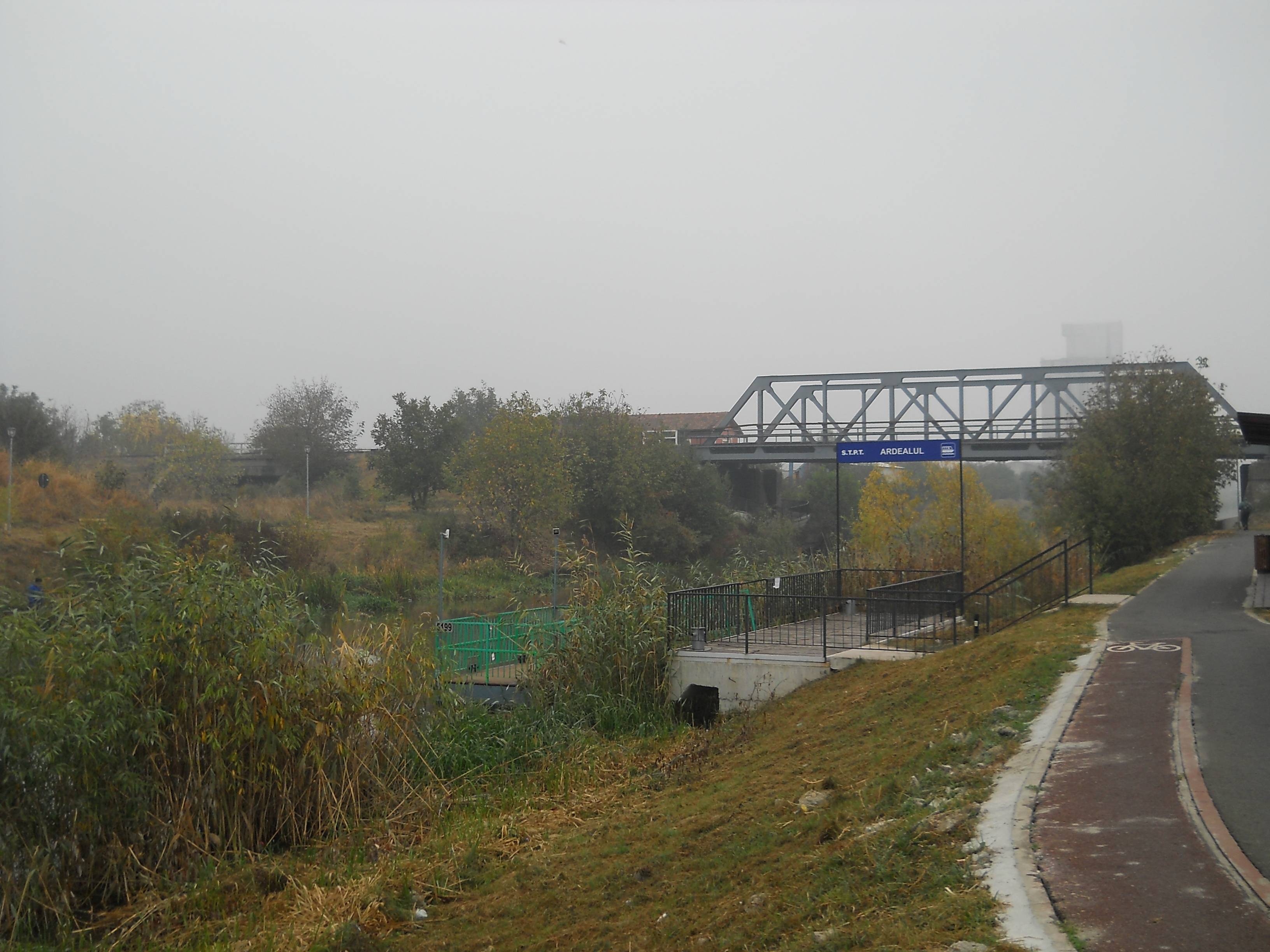

Die Eisenbahnbrücke Podul Modoș (deutsch Modoscher Brücke), auch Podul de cale ferată, liegt in der westrumänischen Stadt Timișoara und überquert die Bega an der westlichen Grenze des südlich des Kanals gelegenen Teils des II. Bezirks Iosefin und führt von dort in das Quartier  Zona industrială Solventul. Die Brücke liegt 7,17 Kilometer westlich des Wasserkraftwerks Timișoara. Sie ist 35 Meter lang, elf Meter breit und zweigleisig.

## Geschichte
Podul Modoș ist heute die einzige Eisenbahnbrücke, die innerhalb der Stadt über die Bega führt. Sie wurde 1932 im Zuge der Neutrassierung der Eisenbahn in Richtung Buziaș aus Backstein errichtet und ersetzte seinerzeit die einstige Eisenbahnbrücke am Palais Széchényi im I. Bezirk Cetate. Bereits 1935 musste sie umgebaut werden, ihre heutige Metallstruktur entstand schließlich 1980.
Die Brücke erhielt durch zahlreiche dort verübte Suizide traurige Bekanntheit.